# رقص کاراکتر
رقص کاراکتر (به فرانسه: danse de caractère، به انگلیسی: character dance) شاخه‌ای از رقص کلاسیک باله و گونهٔ حرفه‌ای شده رقص‌های فولکلور، فولکلور و ملی است که به منظور نمایش صحنه‌ای آماده و رقصپردازی شده‌اند.
رقص کاراکتر تطابق و سازوارسازی موسیقی و رقص فولکلور کشورهای مختلف، به‌ویژه کشورهای اروپایی، به منظور صحنه‌گذاری تأتری است. اجرای رقص‌های کاراکتر مستلزم آموزش حرفه‌ای باله و تمرینات ویژه است. این تمرینات معمولاً در مواد درسی هنرجویان باله گنجانیده شده‌است. هر چند که اساس و پایه اصلی رقص کاراکتر، رقص فولکلور روستاییان و قوم‌های مختلف است ولی هیچ فرد روستایی یا عضوی از عشایر و اقوام‌های مختلف بدون تمرینات ویژه قادر به اجرای رقص کاراکتر نیست.
این نوع از رقص در بسیاری از آثار کلاسیک رپرتوار بین‌المللی باله مثل دریاچه قو، زیبای خفته، دن کیشوت، پاکیتا و غیره گنجانیده شده‌است. رقص‌های کاراکتر معمولاً جزء محبوب‌ترین بخش‌های یک باله کلاسیک هستند و شامل رقص‌پردازی‌هایی با الهام از رقص‌های ملی و فولکلور اسپانیایی، روسی، مجارستانی، لهستانی و ایتالیایی‌اند.

## مؤسسات نام‌آور رقص کاراکتر
رقص کاراکتر به وسیله اکثر مراکز آموزشی باله در اقصی‌نقاط جهان مانند هنرستان سلطنتی باله (Royal Ballet School) و آکادمی رقص سلطنتی (Royal Academy of Dance) در انگلستان و هنرستان باله استرالیا (Australian Ballet School) و غیره آموزش داده می‌شود. یکی از مهم‌ترین مراکز آموزش این نوع از رقص «آکادمی باله واهانوفا» در روسیه است.
باله بریوزکا (Beryozka Ballet) و باله ایگور موی‌سه‌یو (Igor Moiseyev Ballet) دو سازمان رقصی هستند که در تولید، توسعه و پیشرفت بی‌سابقه رقص کاراکتر در طول قرن بیستم نقش بزرگی ایفاء کردند. این دو سازمان (هر دو روسی) رپرتواری به وجود آوردند که اختصاصاً شامل رقص‌های کاراکتر از کشورهای مختلف بود.

## رقص کاراکتر ایرانی
هر چند که سازمان ملی فولکلور ایران و گروه رقص وابسته به آن، رقصندگان محلی ایران به سرپرستی رابرت دو وارن وظیفه گردآوری، تحقیق، ثبت و اشاعه رقص‌های فولکلور ایران را به عهده داشت و در این راه کوشش‌های فراوانی انجام شد ولی رقص کاراکتر ایرانی یا به عبارتی ترکیب رقص‌های فولکلور ایرانی با حرکات و اصول باله هیچگاه در پیش از انقلاب و قبل از انحلال سازمان ملی فولکلور ایران در سال ۱۳۵۸ صورت نگرفت.
تنها رقصپردازی‌های معدودی که در حیطه و ژانر رقص کاراکتر ایرانی به وجود آمده‌اند، آثاری است که نیما کیان برای سازمان باله ایران ساخته‌است. سیمای جان (ملهم از رقص‌های فولکلور گیلانی)، پاپو سلیمانی (بر اساس رقص کردی)، باهار گلیر (بر پایه رقص‌های آذربایجانی) و بهاره! (با الهام از رقص فولکلور لرستانی) از آن جمله‌اند.